# Ouvidor
Ouvidor (do latim audītor,ōris, 'aquele que ouve, auditor') era a designação dos magistrados que superintendiam na justiça das terras senhoriais, em Portugal. As suas funções eram semelhantes às dos corregedores nas terras diretamente dependentes da Coroa. As terras sujeitas a corregedores eram chamadas "comarcas" ou "correições" e as sujeitas a ouvidores eram chamadas "ouvidorias".
A designação "ouvidor" foi também aplicada a magistrados do Império Colonial Português. No Brasil, durante o Período Colonial, os ouvidores eram os juízes colocados pelos donatário das capitanias.

## Ouvidor comoombudsman
Atualmente, no Brasil, usa-se o termo "ouvidor" para designar um profissional contratado por um órgão, instituição ou empresa que tem a função de receber críticas, sugestões, denúncias, reclamações e que deve agir em defesa imparcial da comunidade. Em termos práticos, o significado de ouvidor é o mesmo que ombudsman, que é uma palavra sueca criada em 1809 para criar o cargo de agente parlamentar de justiça para limitar os poderes do rei.
Em empresas estatais brasileiras, como a Sabesp, empresa controlada pelo governo do estado de São Paulo, as terminologias "ouvidor" e "ouvidoria" são as mais utilizadas. Porém algumas empresas brasileiras, como o jornal Folha de S. Paulo, preferem o uso da palavra original sueca.
Quanto aos bancos e seguradoras, seus reguladores Banco Central do Brasil e Superintendência de Seguros Privados estabeleceram normativas instituindo as ouvidorias como atividade obrigatória dessas empresas. Em Portugal, usa-se, normalmente, o termo "provedor" para designar essa função. O principal exemplo é o Provedor de Justiça, ombudsman do Estado.

### Algumas ouvidorias brasileiras
- «Agência Nacional de Vigilância Sanitária»
- «Controladoria-Geral da União»
- «Ouvidoria do Ministério Público Federal»
- «Ordem dos Advogados do Brasil»
- «Petrobras»
- «Tribunal de Contas da União»
- «Tribunal Superior do Trabalho»
- «Ouvidoria Geral do Estado de São Paulo»
- «Ouvidoria - Portal CNJ»
- «Ouvidoria do TSE — Tribunal Superior Eleitoral»
- «Ouvidoria - Portal Institucional do Senado Federal - Brasil»